# Carla Farmer
Carla Joi Farmer-Jackson (* 20. Jahrhundert) ist eine US-amerikanische Maskenbildnerin. Sie ist als Friseurin in der US-Filmbranche tätig.

## Leben
Carla Farmer wuchs in Pasadena und Seattle auf. Sie war als Friseurin tätig und bekam 1997 ihre ersten Aufträge für Film und Fernsehen.
Für ihre Arbeit bei Der Prinz aus Zamunda 2 wurde sie 2022 zusammen mit Stacey Morris und Mike Marino für den Oscar in der Kategorie Bestes Make-up und beste Frisuren nominiert.

## Filmografie (Auswahl)
- 1997: Cinderella
- 2001: Scary Movie 2
- 2005: Guess Who – Meine Tochter kriegst du nicht! (Guess Who)
- 2006: Help Me Help You (Fernsehserie, 9 Folgen)
- 2007: Lincoln Heights (Fernsehserie, 14 Folgen)
- 2009–2012: Southland (Fernsehserie, 28 Folgen)
- 2011: Touchback
- 2013: Hangover 3
- 2013–2016: Rizzoli & Isles (Fernsehserie, 28 Folgen)
- 2014: Get on Up
- 2017: Doubt (Fernsehserie, 12 Folgen)
- 2018: Tote Mädchen lügen nicht (Fernsehserie, 12 Folgen)
- 2019: Dolemite Is My Name
- 2020: Sylvie’s Love
- 2021: Der Prinz aus Zamunda 2 (Coming 2 America)
- 2021: King Richard
- 2022: Nope